# Danske kommuner 1970-2006
Denne side indeholder en oversigt over de danske amtskommuner og kommuner, der eksisterede fra Kommunalreformen onsdag den 1. april 1970 og indtil Strukturreformen (ikrafttræden 26. juni 2005) mandag den 1. januar 2007.
Ved indgangen til 1960'erne var Danmark inddelt i over 1.000 land- og købstadskommuner, med et maksimum i 1965 på 1345 kommuner i alt, heraf 1257 landkommuner, et antal der imidlertid blev reduceret ved en række lokale sammenlægninger i løbet af årtiet. Sammenlægningerne kulminerede med reformen i 1970, der reducerede antallet af kommuner til 277, og som med undtagelse af Københavns og Frederiksberg Kommuner nu alle fik samme status. Samtidig blev antallet af amter reduceret til 14, hvortil kom Grønland, der indtil indførelsen af hjemmestyre i 1979 formelt set også var et dansk amt. I det egentlige Danmark forblev strukturen forholdsvis stabil, idet et par sammenlægninger i 1974 dog bragte antallet af kommuner ned på 275, et tal der til gengæld skulle holde i mange år efter. I 2003 blev de fem kommuner på Bornholm imidlertid slået sammen med amtskommunen til Bornholms Regionskommune, hvorefter antallet af kommuner faldt til 271 og antallet af amter til 13. Få år efter vedtoges imidlertid en ny reform, der trådte kraft i 2005. På Ærø var man først til at sammenlægge kommuner efter reformen, da to kommuner blev sammenlagt til Ærø Kommune søndag den 1. januar 2006. Ved den store sammenlægning af kommuner og oprettelsen af regioner (og dermed nedlæggelsen af amtskommunerne) mandag den 1. januar 2007 blev de nu 270 kommuner og 13 amtskommuner lagt sammen til henholdsvis 98 kommuner og fem regioner. Se Strukturreformen for hvilke forandringer, der i øvrigt skete.
Se også Liste over danske kommuner og Kommuner i Danmark efter indbyggertal for den inddeling, som trådte i kraft den 1. januar 2007.

## Kommuner uden for amtskommunal inddeling
Både Frederiksberg og Københavns Kommune havde en historisk særstatus, der sidestillede dem med amter. Det betød at de kommuner fungerede både som amt og kommune. Efter nedlæggelsen af Bornholms Amt i 2003 fik Bornholms Regionskommune samme status. Alle tre kommuner mistedede deres særstatus ved strukturreformen i 2007, hvor de blev en del af Region Hovedstaden.
Øgruppen Ertholmene, nordøst for Bornholm, er uden for kommunal inddeling. Øerne hører direkte under Forsvarsministeriet.

## Bornholms Amt
Uddybende artikler: Bornholms Amt og Bornholms Regionskommune.
Bornholms Amt forblev uændret fra sin oprettelse i 1662, hvor det erstattede Hammershus Len. Kommunalreformen i 1970 reducerede antallet af kommuner fra 16 landkommuner og seks købstadskommuner til fem primærkommuner. Bornholms Amt blev afviklet onsdag den 1. januar 2003 efter en folkeafstemning tirsdag den 29. maj 2001, der besluttede at sammenlægge kommunerne med amtskommunen til Bornholms Regionskommune. Denne kommune varetog amtsopgaver indtil disses afvikling mandag den 1. januar 2007.
Amtet indgik ved strukturreformen 2007 i Region Hovedstaden.
Amtet bestod af de følgende 5 kommuner:
- Allinge-Gudhjem
- Hasle
- Neksø
- Rønne
- Åkirkeby

## Frederiksborg Amt
Uddybende artikel: Frederiksborg Amt.
Frederiksborg Amts ydre grænser forblev uændret efter kommunalreformen i 1970. Se evt. Frederiksborg Amt (før 1970). Amtet indgik ved strukturreformen 2007 i Region Hovedstaden.
Amtet bestod af de følgende 19 kommuner:
- Allerød
- Birkerød
- Farum
- Fredensborg-Humlebæk
- Frederikssund
- Frederiksværk
- Græsted-Gilleleje
- Helsinge
- Helsingør
- Hillerød
- Hundested
- Hørsholm
- Jægerspris
- Karlebo
- Skibby
- Skævinge
- Slangerup
- Stenløse
- Ølstykke

## Fyns Amt
Uddybende artikel: Fyns Amt.
Fyns Amt blev etableret ved en sammenlægning af Odense, Assens og Svendborg amter ved kommunalreformen i 1970. Amtet omfattede Fyn, Ærø og Langeland samt 90 mindre øer. Målt på antallet af kommuner, var Fyns Amt det største med sine 32 kommuner. I 2006 faldt tallet dog til 31, da Ærøskøbing og Marstal blev slået sammen til Ærø Kommune. Amtet indgik ved strukturreformen 2007 i Region Syddanmark.
Amtet bestod af de følgende 32 kommuner:
- Assens
- Bogense
- Broby
- Egebjerg
- Ejby
- Faaborg
- Glamsbjerg
- Gudme
- Haarby
- Kerteminde
- Langeskov
- Marstal - Slået sammen med Ærøskøbing til Ærø Kommune i 2006.
- Middelfart
- Munkebo
- Nyborg
- Nørre Aaby
- Odense
- Otterup
- Ringe
- Rudkøbing
- Ryslinge
- Svendborg
- Sydlangeland
- Søndersø
- Tommerup
- Tranekær
- Ullerslev
- Vissenbjerg
- Ærøskøbing - Slået sammen med Marstal til Ærø Kommune i 2006.
- Ørbæk
- Årslev
- Aarup

## Grønlands Amt
Uddybende artikel: Grønlands Amt.
Grønlands Amt blev oprettet, da Grønland blev en del af kongeriget som ophævede dets kolonistatus sluttede med oprettelsen af Danmarks Riges Grundlov i 1953 og efterfølgende blev sidestillet med et dansk amt. Ved hjemmestyreloven i 1979 blev denne status ophævet ved indførslen af Grønlands Hjemmestyre efter en folkeafstemning om mere autonomi.
Amtet bestod af de følgende 18 kommuner:
- Ammassalik
- Ilulissat
- Ittoqqortoormiit
- Ivittuut
- Kangaatsiaq
- Maniitsoq
- Nanortalik
- Narsaq
- Nuuk
- Paamiut
- Qaqortoq
- Qasigiannguit
- Qeqertarsuaq
- Qaanaaq
- Sisimiut
- Upernavik
- Uummannaq
- Aasiaat

## Københavns Amt
Uddybende artikel: Københavns Amt.
Københavns Amt omfattede fra 1808 også det tidlige Roskilde Amt, som dog igen blev udskilt ved kommunalreformen i 1970. Amtet dækkede den østlige del af Sjælland samt øerne Amager og Saltholm, dog ikke kommunerne København og Frederiksberg, der begge havde status som selvstændige amter. Amtet indgik ved strukturreformen 2007 i Region Hovedstaden.
Kommunerne i amtet blev ikke umiddelbart berørt af kommunalreformen, men mandag den 1. april 1974 blev Sengeløse, som var blevet oprettet som selvstændig kommune onsdag den 1. april 1970, og Høje-Taastrup slået sammen til Høje-Taastrup Kommune, mens Store Magleby og Dragør Kommune blev slået sammen til Dragør Kommune. Desuden blev Avedøre Sogn, der var en del af Glostrup Kommune men isoleret fra resten af den, overført til Hvidovre Kommune.
Amtet bestod af de følgende 18 kommuner:
- Albertslund
- Ballerup
- Brøndby
- Dragør
- Gentofte
- Gladsaxe
- Glostrup - Avedøre Sogn overført til Hvidovre i 1974.
- Herlev
- Hvidovre
- Høje-Taastrup
- Ishøj
- Ledøje-Smørum
- Lyngby-Taarbæk
- Rødovre
- Sengeløse - sammenlagt med Høje-Taastrup i 1974.
- Store Magleby - sammenlagt med Dragør i 1974.
- Søllerød
- Tårnby
- Vallensbæk (fejlagtigt afbildet som en indsø (hvid farve) på ovenviste kort)
- Værløse

## Nordjyllands Amt
Uddybende artikel: Nordjyllands Amt.
Nordjyllands Amt blev dannet ved en sammenlægning af Hjørring og Aalborg amter, samtidig med dele af Thisted og Viborg amter blev overført ved kommunalreformen i 1970. Amtet var arealmæssigt det største (foruden Grønlands Amt, 1953-1979), dog overgået af Fyns Amt på antallet af kommuner. Amtet indgik ved strukturreformen 2007 i Region Nordjylland.
Amtet bestod af de følgende 27 kommuner:
- Arden
- Brovst
- Brønderslev
- Dronninglund
- Farsø
- Fjerritslev
- Frederikshavn
- Hadsund
- Hals
- Hirtshals
- Hjørring
- Hobro
- Læsø
- Løgstør
- Løkken-Vrå
- Nibe
- Nørager
- Pandrup
- Sejlflod
- Sindal
- Skagen
- Skørping
- Støvring
- Sæby
- Aabybro
- Aalborg
- Aars

## Ribe Amt
Uddybende artikel: Ribe Amt.
Ribe Amt forblev uændret ved kommunalreformen i 1970. Amtet omfattede de sydvestlige dele af Jylland samt Fanø. Amtet indgik ved strukturreformen 2007 i Region Syddanmark. Pånær Bornholm var Ribe Amt det befolkningsmæssigt mindste i Danmark.
Amtet bestod af de følgende 14 kommuner:
- Billund
- Blaabjerg
- Blåvandshuk
- Bramming
- Brørup
- Esbjerg
- Fanø
- Grindsted
- Helle
- Holsted
- Ribe
- Varde
- Vejen
- Ølgod

## Ringkjøbing Amt
Uddybende artikel: Ringkjøbing Amt.
Ringkjøbing Amt forblev uændret ved kommunalreformen i 1970 på nær enkelte kommuner, og var indtil reformen det største amt. Efter reformen blev det overgået af Nordjyllands Amt. Amtet indgik ved strukturreformen 2007 i Region Midtjylland.
Amtet bestod af de følgende 18 kommuner:
- Aulum-Haderup
- Brande
- Egvad
- Herning
- Holmsland
- Holstebro
- Ikast
- Lemvig
- Ringkøbing
- Skjern
- Struer
- Thyborøn-Harboøre
- Thyholm
- Trehøje
- Ulfborg-Vemb
- Videbæk
- Vinderup
- Aaskov

## Roskilde Amt
Uddybende artikel: Roskilde Amt.
Roskilde Amt blev udskilt fra Københavns Amt ved kommunalreformen i 1970, og opfylder stort de ydre grænser som det oprindelige Roskilde Amt havde. Amtet indgik ved strukturreformen 2007 i Region Sjælland.
Amtet bestod af de følgende 11 kommuner:
- Bramsnæs
- Greve
- Gundsø
- Hvalsø
- Køge
- Lejre
- Ramsø
- Roskilde
- Skovbo
- Solrød
- Vallø

## Storstrøms Amt
Uddybende artikel: Storstrøms Amt.
Storstrøms Amt blev dannet ud fra Maribo Amt samt de sydlige dele af Præstø Amt ved kommunalreformen i 1970. Amtet blev navngivet efter Storstrømmen. Amtet indgik ved strukturreformen 2007 i Region Sjælland.
Amtet bestod af de følgende 24 kommuner:

## Sønderjyllands Amt
Uddybende artikel: Sønderjyllands Amt.
Sønderjyllands Amt blev dannet af Haderslev, Tønder, Åbenrå og Sønderborg ved kommunalreformen i 1970. Amtet indgik ved strukturreformen 2007 i Region Syddanmark.
Amtet bestod af de følgende 23 kommuner:
- Augustenborg
- Bov
- Bredebro
- Broager
- Christiansfeld
- Gram
- Gråsten
- Haderslev
- Højer
- Lundtoft
- Løgumkloster
- Nordborg
- Nørre-Rangstrup
- Rødding
- Rødekro
- Skærbæk
- Sundeved
- Sydals
- Sønderborg
- Tinglev
- Tønder
- Vojens
- Aabenraa

## Vejle Amt
Uddybende artikel: Vejle Amt.
Vejle Amt blev dannet ved kommunalreformen i 1970 af det tidligere Vejle Amt samt nogle omkringliggende kommuner. Amtet indgik ved strukturreformen 2007 i Region Syddanmark.
Amtet bestod af de følgende 16 kommuner:
- Brædstrup
- Børkop
- Egtved
- Fredericia
- Gedved
- Give
- Hedensted
- Horsens
- Jelling
- Juelsminde
- Kolding
- Lunderskov
- Nørre-Snede
- Tørring-Uldum
- Vamdrup
- Vejle

## Vestsjællands Amt
Uddybende artikel: Vestsjællands Amt.
Vestsjællands Amt blev dannet ved sammenlægning af Holbæk og Sorø amter ved kommunalreformen i 1970. Øen Samsø udgik i samme forbindelse af Holbæk Amt til Århus Amt. Amtet indgik ved strukturreformen 2007 i Region Sjælland.
Amtet bestod af de følgende 23 kommuner:
- Bjergsted
- Dianalund
- Dragsholm
- Fuglebjerg
- Gørlev
- Hashøj
- Haslev
- Holbæk
- Hvidebæk
- Høng
- Jernløse
- Kalundborg
- Korsør
- Nykøbing-Rørvig
- Ringsted
- Skælskør
- Slagelse
- Sorø
- Stenlille
- Svinninge
- Tornved
- Trundholm
- Tølløse

## Viborg Amt
Uddybende artikel: Viborg Amt.
Viborg Amt blev dannet ved sammenlægning af det gamle Viborg Amt samt Thisted Amt ved kommunalreformen i 1970. Amtet indgik ved strukturreformen 2007 i Region Midtjylland på nær følgende kommuner, der indgik i Region Nordjylland, nemlig Hanstholm, Sydthy og Thisted, som alle tre blev sammenlagt til den nye Thisted Kommune og Morsø Kommune, der fortsatte som selvstændig efter Strukturreformen.
Amtet bestod af de følgende 17 kommuner:
- Bjerringbro
- Skive
- Fjends
- Spøttrup
- Hanstholm
- Sundsøre
- Hvorslev
- Sydthy
- Karup
- Thisted
- Kjellerup
- Tjele
- Morsø
- Viborg
- Møldrup
- Aalestrup
- Sallingsund

## Århus Amt
Uddybende artikel: Århus Amt.
Århus Amt blev dannet ved sammenlægning af det gamle Aarhus Amt og Randers Amt samt de nordlige dele af Skanderborg Amt, hvor de sydlige dele gik til Vejle Amt. Amtet indgik ved strukturreformen 2007 i Region Midtjylland.
Amtet bestod af de følgende 26 kommuner:
- Ebeltoft
- Galten
- Gjern
- Grenaa
- Hadsten
- Hammel
- Hinnerup
- Hørning
- Langå
- Mariager
- Midtdjurs
- Nørhald
- Nørre Djurs
- Odder
- Purhus
- Randers
- Rosenholm
- Rougsø
- Ry
- Rønde
- Samsø
- Silkeborg
- Skanderborg
- Sønderhald
- Them
- Århus